# Cultura LGBT en Nicaragua
La cultura LGBT+ en Nicaragua comprende las diferentes manifestaciones artísticas y de ocio existentes en el país cuyo enfoque es la diversidad sexual o incluye la participación de personas con sexualidades y géneros LGBT.

## Carnaval

### El baile de las Negras
El Baile de Negras es una festividad que se celebra en el mes de septiembre, coincidiendo con las festividades en honor a san Jerónimo. Estas celebraciones, que duran tres meses, llenan de color la ciudad de Masaya donde se llevan a cabo. Los bailes tienen un propósito religioso, ya que se realizan para pagar los favores recibidos por San Jerónimo. Los bailarines, conocidos como "promesantes", tienen la tarea de sacar la imagen del santo de la iglesia mediante danzas al ritmo de la marimba de arco, un instrumento musical indígena. Durante la procesión, las expresiones artísticas del pueblo indígena y mestizo acompañan al santo, y las figuras centrales de la festividad son la Negra y el Viejo, quienes visten trajes de fantasía y llevan máscaras que evocan a los conquistadores europeos. Una característica destacada de este baile es que es ejecutado por una pareja de hombres indígenas o mestizos, y su danza es homoerótico y elegante, sirviendo como un espacio público para visibilizar a los sujetos "cochones." La pareja hace paradas en lugares específicos, como casas donde son recibidos por otros promesantes a San Jerónimo y espectadores. Durante la actuación, la Negra, vestida y caracterizada de manera sensual, busca seducir al Viejo con movimientos cadenciosos y elegantes. La danza, ejecutada por una pareja de hombres indígenas o mestizos, se ha convertido en un espacio de visibilidad para los sujetos "cochones," contribuyendo a la diversidad y apertura en la sociedad nicaragüense.

### Torovenado

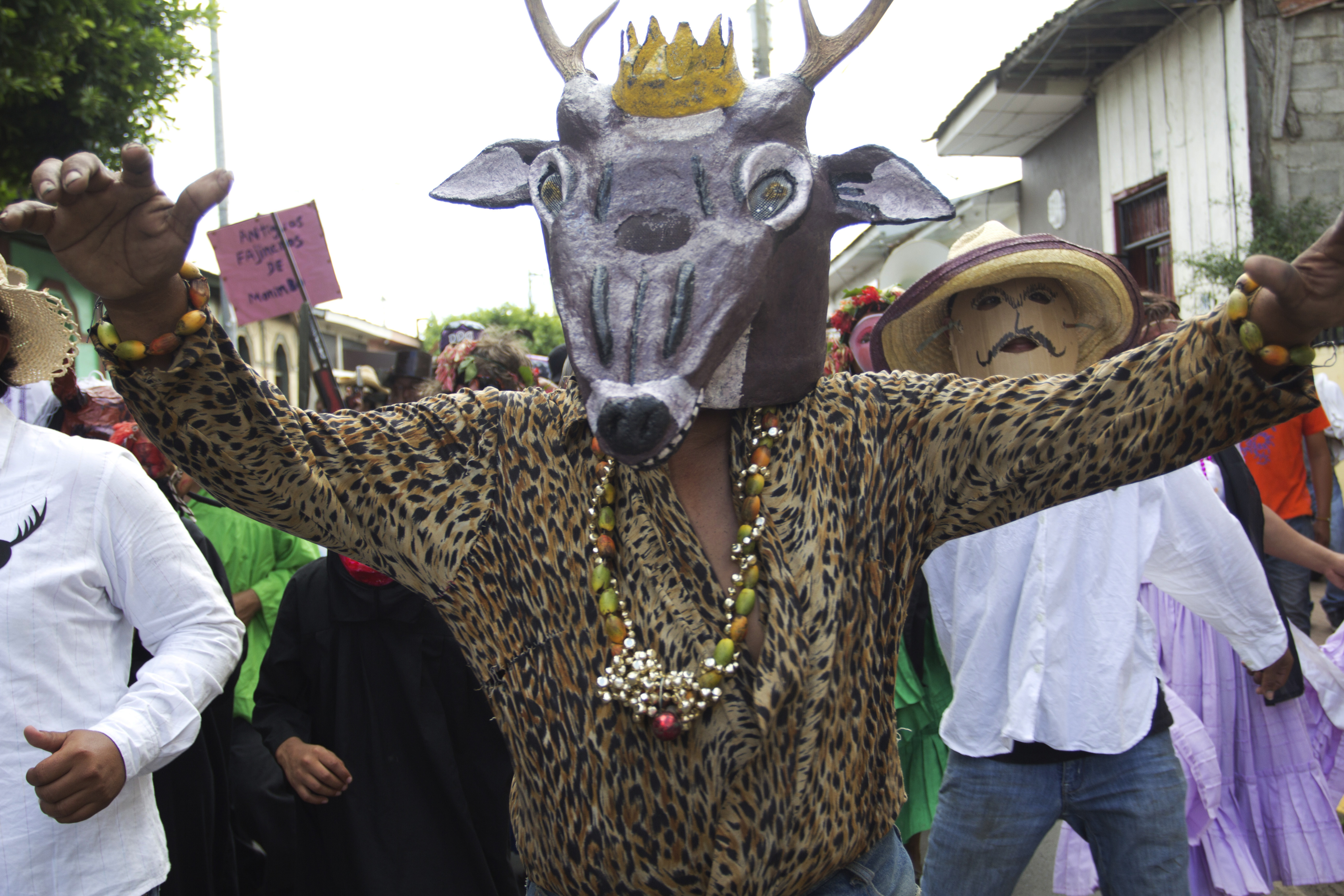
Danza del Torovenado en Masaya.

El Torovenado es una danza festiva anual que se realiza en Masaya, celebrado el último domingo de octubre y que forma parte de los carnavales patronales (los cuales duran más tres meses) y presenta dos fases: una religiosa y sincrética que culmina con una procesión, y una fase pagana en la que el Torovenado es el punto culminante de la parodia, comúnmente llamado "desfile de los cochones". Este desfile tiene sus raíces en el barrio aborigen de Monimbó y se extiende por las calles de la ciudad. A diferencia de obras de teatro callejero colonial escritas como El Güegüense, el Torovenado es una expresión cultural viva y no escrita, es al igual que un happening, una explosión de múltiples voces en un escenario caótico, donde todo sucede de manera espontánea, sin un guion predefinido o un texto estricto que seguir al pie de la letra.
En este evento, los hombres se travisten, se disfrazan de animales y parodian la vida cotidiana de la ciudad, burlando a los sectores dominantes en los ámbitos políticos, religiosos, sociales y económicos. Este carnaval es un espacio de escape de la opresiva masculinidad heterosexual y un lugar donde las diferentes sexualidades dialogan libremente. Los disfraces y las parodias se centran en temas de actualidad y critican abiertamente la sexualidad reprimida y los poderes establecidos. Una de las figuras más emblemáticas del carnaval es la de La Sebastiana, una personalidad reconocida entre los llamados "cochones" nicaragüenses.
A pesar de los intentos de manipulación por parte de liderazgos políticos, el Torovenado sigue siendo un momento de enunciación pública de la homosexualidad nicaragüense y un espacio donde se celebran gestos homoeróticos en un ambiente de libertad y expresión, el cual permite la expresión de sexualidades reprimidas y grupos subalternos en contra de las instituciones de poder.

#### Simbología

##### ElToro - venado
El Torovenado ha sido interpretado tradicionalmente como un producto del mestizaje cultural en el que se funden elementos de la cultura indoamericana y europea, dando lugar a una nueva identidad nicaragüense. Sin embargo, esta visión obvia la realidad de una cultura que parodia a la otra, donde el carnaval se burla de la cultura ladina, sus instituciones y costumbres. El Torovenado no representa un proceso de transculturación armoniosa, sino más bien la reunión de dos contrarios antagónicos que se repelen: la cultura del conquistador europeo (el toro) y la cultura indígena sometida (el venado).
Además, en esta fusión de símbolos animales del mismo sexo, como el toro y el venado, se encuentra una carga erótica significativa. El toro se asocia a lo viril y lo masculino, mientras que el venado representa la fragilidad y la sensualidad. Este juego de activo/pasivo evoca un contexto homoerótico, donde el toro llegó con el conquistador y el venado pasivo es América, representando simbólicamente el acto de posesión que significó la Conquista. Aunque en el carnaval se funden el toro y el venado, esta celebración efímera finalmente se separa de la normatividad social y heteronormativa.

##### San Jerónimo
La leyenda de san Jerónimo, un doctor de la Iglesia católica, relata su vida desenfrenada y su purificación en el desierto, donde escuchaba los tormentos de los condenados y sanaba a los pobres. Sin embargo, cayó en la tentación del diablo travestido de mujer antes de arrepentirse y ser santificado por el fuego y el tormento. La imagen venerada de San Jerónimo en Masaya y Monimbó es la de un hombre decrépito y ensangrentado por los golpes que se daba en el pecho con una piedra.
Según los relatos, la conexión entre San Jerónimo y el carnaval de disfraces en Masaya se origina en una promesa de un campesino de organizar una procesión de disfraces en honor al santo si le concedía un milagro. A partir de entonces, el carnaval evolucionó, con grupos de personas disfrazadas imitando o ridiculizando a personajes locales, nacionales o extranjeros. Incluso, se desarrolló una vertiente de carnaval gay en la que hombres se disfrazaban de mujeres.
A pesar de la aparente distancia entre la devoción a San Jerónimo y el carnaval, se plantea la cuestión de si el carnaval podría estar relacionado con la antigua figura de "la vieja del volcán" mencionada por el cronista Gonzalo Fernández de Oviedo. Los devotos de San Jerónimo lo veneran como un curandero milagroso y un intelectual orgánico de la comunidad, invocando su capacidad para curar sin medicina. La iglesia, al convertir a la antigua divinidad en un santo varón, pudo haber buscado reprimir las prácticas de devenires-animales y pactos con el demonio presentes en las tradiciones indígenas. A pesar de intentos de interpretación letrada, el carnaval de disfraces en Masaya sigue siendo un espacio de expresión y resistencia donde lo anómalo se presenta como normal y donde se exploran devenires-animales y se desafían las normas sociales.

## Cine
Historia de amor con final anunciado es un cortometraje del año 2007 dirigido por el cineasta nicaragüense Bolívar González y protagonizado por Héctor Avellán y Enizel Díaz. Este filme es considerado la primera película de temática homosexual en Nicaragua. La producción de la película coincidió con el anuncio de la despenalización de la homosexualidad en Nicaragua, que se hizo efectiva en 2008 al derogarse el artículo 204 del Código Penal de Nicaragua que penalizaba las relaciones homosexuales. El director Bolívar González, quien estudió cine en Bulgaria, enmarca su obra dentro del género conocido como "cine socialista" o "cine de los oprimidos."
La trama del cortometraje se centra en la historia de amor entre dos hombres de diferentes entornos sociales. Esta película ha sido presentada en varios festivales, entre los que se destacan el Festival Internacional de Cine Gay y Lésbico de Barcelona, Da Sodoma a Hollywood 23 - TORINO GLBT Film Festival, el Festival de Cine Latino en San Diego, el Festival de Cine Gay y Lésbico de Israel y el Festival de Cine Gay y Lésbico de Tokio.

## Teatro
El teatro LGBT en Nicaragua ha experimentado una notable evolución a lo largo del tiempo, y una figura fundamental en esta evolución fue el dramaturgo Rolando Steiner. suscribimos el texto del académico nicaragüense David J. Rocha Cortez, al decir de Steiner que: "su obra no solo desafió las dinámicas teatrales de su época, sino que también escenificó una crítica que otorgó agencia a las mujeres y a las personas homosexuales en un contexto autoritario. Su obra se convirtió en un punto de quiebre en la cultura teatral nicaragüense y en la cultura LGBT, al cuestionar los enunciados impuestos por la dictadura somocista y al ofrecer una voz a aquellos marginados por la sociedad. Nacido en Managua en 1936, Steiner se convirtió en uno de los dramaturgos más importantes del siglo XX en Nicaragua. Su obra abarcó diversas formas de expresión artística, desde la poesía hasta la crítica teatral y cinematográfica, el periodismo cultural, la edición de textos y la promoción del teatro, entre 1955 y 1979."
Steiner marcó un quiebre con la tradición teatral nicaragüense al reinterpretar los elementos del universo hegemónico nacional desde la perspectiva del sujeto social y homosexual. Su trabajo teatral se convirtió en una crítica subyacente al sistema somocista dominante, al recurrir al desdoblamiento y el travestismo como herramientas de expresión. Es relevante mencionar que Steiner comenzó su carrera dramatúrgica en el Teatro Experimental de Managua, uno de los grupos teatrales más destacados del siglo pasado en Nicaragua, compuesto en su mayoría por mujeres de la oligarquía nacional. En este contexto, Steiner logró poner en escena un "drama" con una perspectiva femenina y subvirtió la performatividad de género al escenificar la crisis de los afectos heterosexuales. Su Trilogía del Matrimonio se convierte en una metáfora del fracaso del sistema heteronormativo.
En su Trilogía del Matrimonio, compuesta por las obras Judit (1958), Un Drama Corriente (1963) y La Puerta (1966), se observa la influencia del teatro psicologista estadounidense, especialmente de Tennessee Williams, donde la crisis de la identidad y el sujeto son temas centrales. En Judit, Steiner incorpora elementos visuales cinematográficos al romper con la perspectiva frontal del escenario teatral. Este enfoque proporciona al espectador distintas perspectivas de las relaciones de los personajes, creando un mundo liminal entre la realidad y el sueño. La obra trata la fractura entre ambos, llevando al espectador a cuestionar la percepción de la realidad y los sueños. La obra Un Drama Corriente presenta la relación entre Alfredo Salas y Laura, revelando tensiones y el deseo de escapar de la rutina. La visita de un joven que representa una versión idealizada de Alfredo complica la trama, fusionando el mundo real y el surreal. La voz de Laura en esta obra representa la soledad existencialista y devela la farsa del matrimonio, conectándola con la experiencia personal de Steiner. La Trilogía del Matrimonio de Steiner también escenifica la crisis del sistema de género impuesto por la dictadura somocista. Los personajes se convierten en enunciados performativos que critican la performatividad de género heterosexual a través del matrimonio, que en la sociedad heteronormativa simboliza la constitución ciudadana.
La dictadura somocista impuso políticas de control y saneamiento social que criminalizaban los espacios de homosocialización y los sujetos homosexuales. Los cuerpos feminizados y travestidos fueron rechazados en las esferas públicas, y se llevaron a cabo redadas que culminaban en el cierre temporal de estos espacios y el castigo público de las personas. El cuerpo del sujeto "cochón" (término peyorativo) fue criminalizado por desafiar la performatividad de género, lo que se suma a la represión. En este contexto, Rolando Steiner desarrolló su trabajo como dramaturgo e intelectual, desdoblándose en los personajes de sus obras para resistir a la censura y la discriminación. La voz del sujeto real y la del sujeto simbólico se funden en un efecto de distanciamiento que profundiza el discurso teatral. Steiner no solo critica el sistema heterosexual, sino que también expone su propio drama cotidiano.

## Televisión
Sexto sentido es una serie de televisión que se desarrolla en Nicaragua. Esta producción audiovisual, bajo la dirección de Virginia Lacayo y coordinada por Amy Bank, quien también lideró el equipo de guionistas y promovida por la Fundación Puntos de Encuentro, una organización civil sin fines de lucro con un enfoque feminista, autónoma y diversa se ha convertido en una destacada herramienta de educación y reflexión en el ámbito estatal y latino desde su inicio en el año 2001.
Compuesta por 80 episodios los cuales fueron trasmitidos por Canal 2, que abordan situaciones de la vida real, incluyendo conflictos familiares, la transición de la niñez a la adolescencia, el primer amor, la presión de las amistades para el consumo de alcohol y drogas, embarazos no planificados, el VIH-Sida. La serie cuenta con un elenco de más de quince personajes que comparten experiencias, inquietudes y proyectos, cuestionando su entorno y buscando su camino en la vida.
La producción de Sexto Sentido contó con el apoyo de más de 250 organizaciones en Nicaragua y ha recibido reconocimientos por su contribución en el campo de la educación sexual y concientización sobre problemáticas LGBT.  La telenovela se ha transmitido en al menos 8 países hispanohablantes.

## Transformismo
El transformismo en la historia de la cultura LGBT de Nicaragua ha sido una forma de desafiar las normas sociales y visibilizar la diversidad sexual en el país. Su origen se remonta a las décadas de los 60 y 70, un período marcado por la dictadura somocista. Durante esta época, un grupo de artistas e intelectuales emergió, cuestionando los ideales predominantes, como la nación mestiza y católica, el colonialismo eurocéntrico, el heterosexismo y el fascismo. A pesar de la crisis de estos ideales, la influencia de la ideología somocista persiste en la cultura nicaragüense hasta hoy. Dentro de esta cultura, los artistas e intelectuales homosexuales ocupan espacios invisibles, ya que los sistemas políticos y estéticos han silenciado y absorbido sus discursos, perpetuando la dominancia. Esta historia se entrelaza con la resistencia de la comunidad homosexual ante la invisibilidad en la cultura letrada.
Un ejemplo destacado del transformismo en Nicaragua es el "Baile de Negras" y el desfile de "cochones" durante las celebraciones del santo patrón en Masaya. En esta danza, parejas de hombres indígenas o mestizos se visten con trajes extravagantes y desafían las normas de género, difuminando las fronteras sociales ante un público asombrado. Estas manifestaciones son ejemplos vívidos de cómo el transformismo se ha utilizado como una forma de desafiar las normas sociales y promover la diversidad sexual en Nicaragua.
El transformismo en Nicaragua ha evolucionado como un desafío a la discriminación de género y orientación sexual en el país. Marvin Reyes se transforma en Akeira Davenport, una destacada drag queen que desafía los estereotipos arraigados en la sociedad, a pesar de enfrentar agresiones verbales y físicas. Drag queens como Akeira buscan desafiar las normas de género y encontrar aceptación en un país donde la discriminación y la violencia hacia la comunidad LGBTIQ+ son lamentablemente comunes.
Otra figura sobresaliente en la escena del transformismo nicaragüense es Elyla Sinvergüenza, una performer que utiliza el travestismo como base simbólica y formal en su trabajo. En su acción artística "Sólo Fantasía", Sinvergüenza recorrió las calles de Managua desafiando los roles de género y visibilizando a la comunidad homosexual.
En 2023, Akeira Davenport alcanzó una destacada victoria en el concurso de drag queens "The Mix Imperial Central American Tropical Drag Royale" celebrado en Managua. Este evento reunió a más de 1000 personas y brindó un escenario para que drag queens de varios países centroamericanos compitieran, destacando la rapidez y creatividad. Más allá de la celebración de la diversidad de género y sexual, este evento arrojó luz sobre la dura realidad que enfrentan los miembros de la comunidad LGBTIQ+ en Nicaragua, donde la discriminación y las agresiones persisten.